# 懷特城 (喬治亞州)
懷特城（英語：White City）是位於美國喬治亞州道格拉斯縣的一個非建制地區。該地的面積和人口皆未知。

## 地理
懷特城的座標為33°43′52″N 84°48′16″W / 33.73111°N 84.80444°W，而該地的平均海拔高度為361米（即1184英尺）。